# Champ visuel
Ne doit pas être confondu avec Champ de vue.

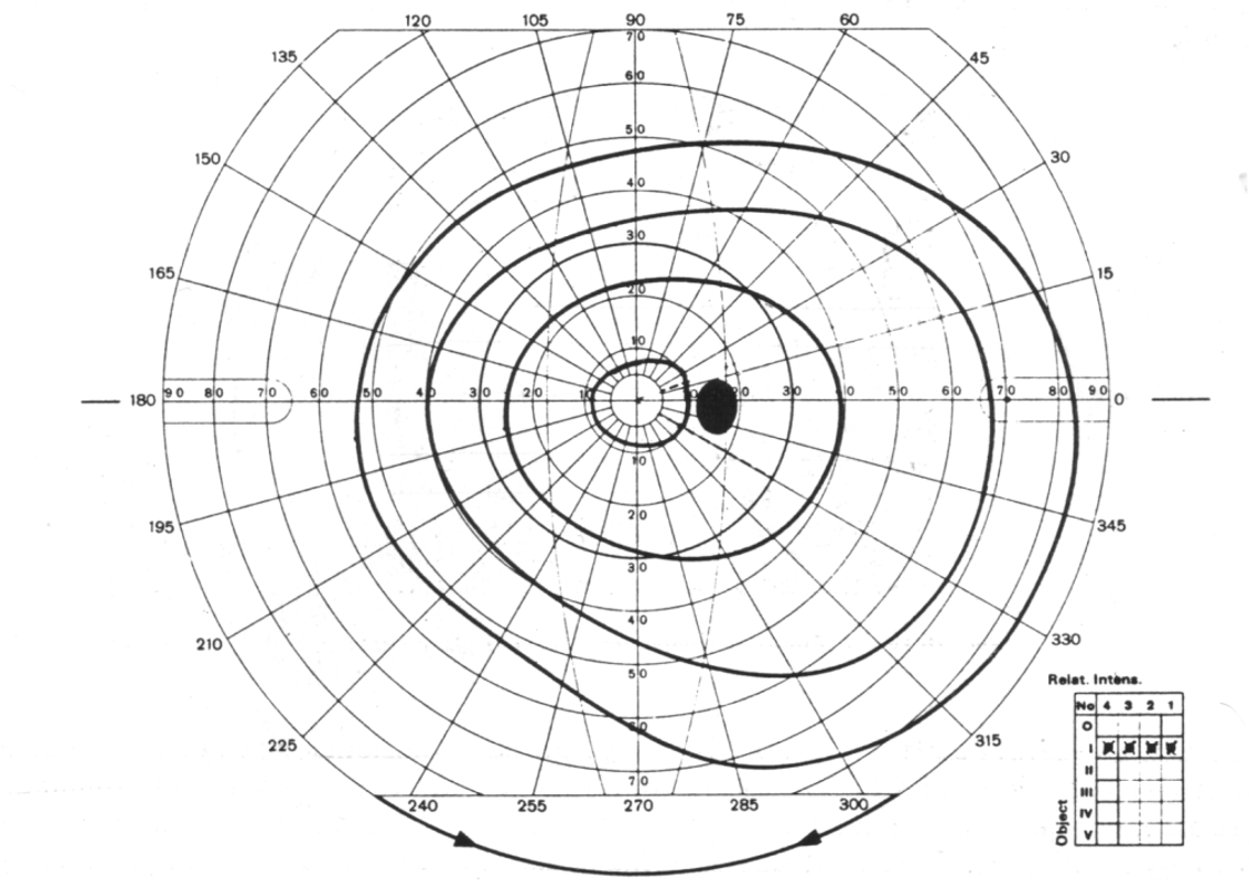
Champ visuel de l'œil droit

| (fig. 1) Champ visuel de l’œil droit par campimétrie : - l'angle des rayons (méridiens) avec l'horizontale est angle polaire α. - la gradation des cercles concentriques (les parallèles) indique angle visuel θ |

Le champ visuel est la portion de l'espace vue par un œil regardant droit devant lui et immobile.
Lorsque l’œil fixe un point, il est capable de détecter dans une zone d'espace limitée, des lumières, des couleurs et des formes.
L'examen du champ visuel ou périmétrie étudie la sensibilité à la lumière à l'intérieur de cet espace.
L'interprétation des anomalies du champ visuel permet de diagnostiquer les dysfonctionnements ou les pathologies de la voie visuelle allant de la rétine au cortex visuel occipital…

## Définition et description

(fig. 2) Tout point M perçu dans le champ visuel est repéré par la droite partant du centre optique de l’œil O et passant par ce point M.
Deux angles suffisent à repérer la droite OM :
- l'angle visuel θ est l'angle fait entre OM et l'axe optique de l’œil OP (passant par le point de fixation P et aboutissant au centre de la fovea).
- l'angle polaire α fait avec le plan « horizontal » dans le plan perpendiculaire passant par M.

Le champ visuel de chaque œil, bien qu'étant par définition un volume (un cône de révolution), peut être représenté sur une section plane perpendiculaire à l'axe optique. On reporte les mesures de sensibilité sur un diagramme plan (fig. 1) ayant pour centre le point de fixation, duquel partent 24 rayons (les méridiens) et autour duquel s'articulent des cercles concentriques, tous les 10° (les parallèles). L'angle des méridiens avec l'horizontale est l'angle polaire α, tandis que l'angle solide des parallèles définit l'angle visuel θ ou excentricité.
Pour faciliter les descriptions verbales, on divise le champ visuel et la rétine qui lui correspond en quadrants.
Sur la rétine, la ligne verticale passant par le centre de la fovéa divise la surface rétinienne en un champ nasal et un champ temporal et la ligne horizontale la divise en champ supérieur et champ inférieur. Dans l'espace visuel, les droites correspondantes, appelées méridiens, se croisent au point de fixation et délimitent les quadrants du champ visuel.
Comme une lentille, l’œil inverse l'image d'un objet du champ visuel dans le sens haut-bas et droite-gauche. Par conséquent, en vision monoculaire, les objets situés dans la partie supérieure du champ visuel se projettent dans la partie inférieure du champ rétinien et les objets de la partie temporale du champ visuel se projettent sur la partie nasale du champ rétinien.

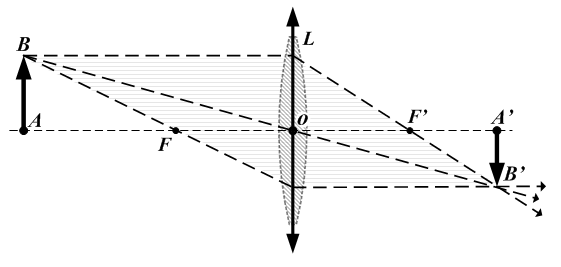
(fig. 3) Une lentille convergente renverse l'objet AB en l'image A'B' (pour n'importe quelle direction de l'objet AB).

En vision monoculaire, le champ visuel nasal est plus étroit que le champ temporal. En raison de la présence du nez, le champ visuel du quadrant nasal inférieur est le plus petit. Les limites extrêmes du champ nasal sont en moyenne de 50 à 60° alors qu'elles sont de 80 à 90° du côté temporal, 45 à 50° en haut et 60 à 80° en bas.
En vision binoculaire, un point fixé dans le champ visuel se projette sur les deux fovea de sorte que les champs visuels monoculaires des deux yeux se recouvrent en grande partie.
Ce champ binoculaire est donc divisé en trois parties : une partie centrale binoculaire faite du chevauchement des champs monoculaires, entourée des parties monoculaires (fig. 4). L'hémichamp binoculaire gauche comprend le champ visuel nasal de l’œil droit et le champ visuel temporal de l’œil gauche.

## Champ visuel et voies visuelles émergeant de la rétine
Le signal lumineux arrivant sur la rétine est transformé en signal nerveux dans les photorécepteurs (cônes et bâtonnets) puis est transmis au cortex occipital via une série de trois neurones (les neurones bipolaires, ganglionnaires et thalamo-corticaux). Les cellules ganglionnaires dont le corps cellulaire se trouve dans la rétine possèdent de longs axones qui passent par le chiasma optique et atteignent le corps géniculé latéral (CGL) du thalamus.
Au niveau du chiasma optique, certaines fibres croisent (changent de côté), d'autres restent du même côté. Le partage se fait en fonction de l'hémichamp rétinien d'origine :
- les cellules ganglionnaires situées dans l'hémirétine nasale (de chaque rétine) émettent des axones qui croisent dans le chiasma optique ;
- les cellules ganglionnaires de l'hémirétine temporale se projettent du même côté.

La ligne de démarcation entre les cellules ganglionnaires à projection ipsilatérale et controlatérale passe par le centre de la fovea.

## Principes de projection
|  |  |

Deux principes simples président donc à la projection de l'organisation topographique du champ visuel sur le CGL :
1. (P1) le renversement de l'image par le système optique de l’œil dans le sens haut/bas et gauche/droite ;
2. (P2) le croisement des fibres issues de l'hémirétine nasale et la projection du même côté des fibres issues de l'hémirétine temporale.

L'application de ces principes permet de voir que :
- (P1) l'hémichamp visuel gauche (points B de la fig. 5) se projette sur la partie droite de chaque rétine, à savoir l'hémirétine nasale de l’œil gauche et l'hémirétine temporale de l’œil droit ;
- (P2) l'hémirétime nasale gauche émet des fibres qui croisent à droite et l'hémirétine temporale gauche émet des fibres ipsilatérales.

Finalement l'hémichamp visuel gauche se projette par l'intermédiaire du tractus droit.
Ainsi, au niveau des tractus optiques, les hémichamps visuels verticaux  se projettent controlatéralement.
L'organisation topographique sur le plan vertical (haut/bas) qui est encore conservée  dans les tractus optiques sera ensuite divisée en deux au niveau des radiations optiques : la partie des fibres codant la région supérieure du champ visuel passent par le lobe temporal et aboutit sur la lèvre inférieure de la scissure calcarine, celle codant la partie inférieure aboutit à la lèvre supérieure, via le lobe pariétal.

## Examen du champ visuel
L'examen se fait en présentant en différents endroits un stimulus lumineux d'intensité variable et demandant au sujet s'il le voit. On peut ainsi déterminer les limites périphériques de la vision et la sensibilité rétinienne à l'intérieur du champ.
- Méthodes d'exploration du champ visuel.
- Champ normal.

En France, l'examen du champ visuel est réalisé par l'orthoptiste libéral ou salarié.

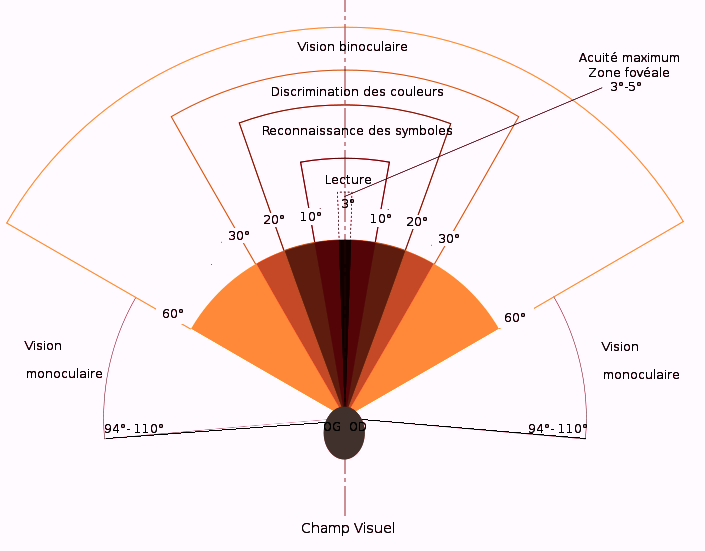
(fig. 6) Champ visuel humain.

Des techniques alternatives de mesure du champ visuel peuvent être proposés : utilisation d'une tablette ou de lunettes de réalité virtuelle.

## Déficits du champ visuel
En ophtalmologie, un examen précis du champ visuel peut détecter les anomalies du champ visuel.
L'application des principes d'organisation (P1) (P2) permet d'expliquer comment des lésions des voies visuelles peuvent provoquer des déficits portant sur une partie du champ visuel.
Un déficit focal s'appelle un scotome, un déficit portant sur un quadrant du champ visuel s'appelle une quadranopsie ; sur une moitié (deux quadrants contigus), il s'agit d'une hémianopsie.

## Perte de champ visuel
Les difficultés neurologiques différentes causent les formes caractéristiques de perturbations visuelles. Certains sont illustrés ci-dessous. Dans des humains entre autres ces types de perte visuelle de terrain basée dans l’œil, le nerf optique ou le cerveau sont mesurés avec le test de confrontation utilisant des objets dans les parties diverses du champ de vision et du périmètre.

## Balayage visuel
La zone « réellement nette » du champ de vision est relativement restreinte (demi-angle de 10° pour la lecture et de 20° pour la reconnaissance des symboles). De fait, même face à une scène statique, les yeux balaient la scène, la « zone nette apparente » est donc plus grande.
Dans le langage courant, le terme « champ de vision » désigne souvent cette « zone nette apparente » résultant du balayage. C'est ainsi que l'on va dire que le champ de vision d'un conducteur se rétrécit avec la vitesse (signifiant en fait que ses yeux deviennent moins mobiles) ; cela entretient une confusion notamment avec les notions de « format naturel » pour une photographie ou un film.

## Pathologies
La perte physique d'un œil ou de la fonctionnalité d'un œil diminue le champ visuel. 
Certaines pathologies ou facteurs diminuent le champ visuel, c'est le cas notamment avec : 
- certaines atteintes rétiniennes[4] ;
- les myopathies génétiques[4] ;
- le glaucome ;
- la maladie de Morquio[5] ;
- le pithiatisme oculaire[6] ;
- le Syndrome de Wolfram[7] ;
- certains médicaments (dont antiépileptiques par exemple) peuvent avoir comme effet secondaire de diminuer le champ visuel[8],[9] ;
- certaines intoxications peuvent aussi affecter le champ visuel (voire conduire à la cécité), dont l'intoxication aiguë au mercure dont chez les aborigènes amazoniens consommant du poisson dans les régions d'orpaillage[10] ou chez les Inuit consommant beaucoup de produits de la mer[11] et il a été récemment (2015) confirmé que le risque de glaucome augmente statistiquement chez les personnes ayant un taux sanguin de mercure plus élevé que la moyenne (cette étude a aussi mis en évidence un risque accru en cas de faible taux sanguin de manganèse, alors qu'aucune association n'a été découverte pour le plomb et le cadmium sanguin ou l'arsenic dans les urines (selon une étude basée sur 2600 coréens de 19 ans et plus[12]).